# Hip hop francês
O Rap desenvolvido na França é considerado o primeiro Rap difundido no cenário mundial fora dos Estados Unidos. Boa parte dos artistas de Rap francês vêm de áreas urbanas pobres fora das grandes cidades, que é conhecido como banlieues ("suburbios"). Paris, Marselha, Lyon, Nantes, Lille, Estrasburgo, Caen, Le Havre, Rouen, Toulouse, Grenoble e Nice tem dado lugar a numerosos artistas de Rap francês. Este gênero está diretamente influenciado pelo status social e político dos grupos minoritários que vivem no país. A França é considerada o segundo maior produtor mundial de Rap depois dos EUA.

## História

### Origens
O Rap apareceu pela primeira vez na França em 1979, no momento em que o gênero alcançou algum sucesso nos Estados Unidos. Sua popularidade cresceu graças à grande comunidade africana residente na França. O desenvolvimento do rap no país está diretamente relacionado com as relações pós-coloniais que se estabeleceram com as antigas colonias da África e do Caribe. Até 1982 já havia aparecido um bom número de emisoras de hip hop, entre elas Rapper Dapper Snapper e BA Crew, e a futura estrela DJ Dee Nasty fez suas primeiras aparições. Nesse mesmo ano teve lugar o primero grande concerto de hip hop, o New York City Rap Tour, patrocinado por Europe 1 e que incluía no cartel a Afrika Bambaataa, Grandmixer DST, Fab 5 Freddy, Mr Freeze e Rock Steady Crew. Alguns desta segunda corrente foram envolvidos em controvérsias sobre suas letras, ao serem criticados por glorificar o assassinato de policiais e outros crimes, um fenómeno similar vivido pelo gangsta rap estadunidense. Foi o caso de Ministère AMER com "Sacrifice de poulet", NTM's e sua "Police" assim como posteriormente Lunatic com o tema "Le crime paie".

### Década de 1990 - Década de 2000
Durante a década de 1990, a música cresceu até converter-se em um dos gêneros mais populares da França. Em 1997, IAM publicou "L'école du Micro d'Argent", disco que vendeu mais de um milhão de cópias. NTM vendeu, por sua parte, mais de 700.000 copias de seu último álbum "Supreme NTM". O grupo foi dissolvido em 2000.
Na década de 2000, de modo similar ao que ocurreu nos EUA, aumentou a distância entre os artistas mais comerciais e menos arriscados musicalmente, frente aos músicos independentes, menos conhecidos porém mais criativos. La Rumeur e Sheryo são rappers hardcore conhecidos por sua rejeição ao rap francês mainstream, enquanto outros, como Casey, Rocé, Médine e Youssoupha representam uma mistura entre o hardcore, o rap purista e o mais generalista.

## Relação com África
Através da música, muitos rappers de origem africana poderam trazer ao país sua herança cultural. Em muitos casos, as produções de rap francês estão povoadas de instrumentos africanos como a kora, o balafon e o ngoni. Igualmente, os rappers franceses tendem a incorporar diferentes percussões africanas ou do Maghreb em seu músical.